# 内藤政恒
内藤 政恒（ないとう まさつね）は、江戸時代後期の大名。陸奥国湯長谷藩11代藩主。官位は従五位下・播磨守。

## 略歴
天保7年（1836年）、のちの信濃国松本藩主・松平光庸の三男として誕生した（光庸が藩主に就くのは翌年で、当時の藩主は先代の松平光年）。安政2年（1855年）、10代藩主・内藤政民が死去したため、その婿養子として跡を継ぐ。
安政6年（1859年）に死去、享年24。跡を養子の政敏が継いだ。

## 系譜
父母
- 松平光庸（実父）
- 伊保子 ー 久世広誉の娘（実母）
- 内藤政民（養父）

正室
- 花月院 ー 内藤政民の娘

子女
- 内藤政養（三男）生母は花月院（正室）

養子、養女
- 内藤政敏 ー 内藤政又の長男
- 作 ー 水野勝知正室、内藤政民の次女